# Bill Blair
Cet article concerne l’entraîneur de basket-ball. Pour l'homme politique, voir Bill Blair (homme politique).
Pour les articles homonymes, voir Blair.
Bill Blair, né le 17 mars 1942, à Hazard, au Kentucky, est un ancien entraîneur américain de basket-ball. Il évolue au poste d'ailier.